# Innerste
Innerste – rzeka o długości 95 km, prawy dopływ Leine w Dolnej Saksonii w Niemczech. 

## Etymologia nazwy
Nazwa Innerste, której poprzednie formy to Inste (1805), Inderste (1567), Indistria (1313), Entrista (1065) i Indrista (1013), wywodzi się prawdopodobnie od indoeuropejskiego rdzenia oid – silny. Możliwe, że od tej rzeki wywodzi się nazwa pola bitwy pod Idistaviso – Idistaviso. 

## Bieg rzeki
Innerste ma źródło na wysokości ok. 615 m n.p.m., w górnym Harzu, na południowy wschód od Clausthal-Zellerfeld koło B242. Kilka metrów od źródła wpływa do Entensumpf (pol. kacze bagno), jednego z wielu małych stawów zaporowych na północny wschód od Buntenbock założonych w XVI wieku przez górali z Clausthal. Staw ten początkowo służył jako źródło wody pitnej dla ludności Clausthal. Jest on pierwszym z sześciu spiętrzeń Innerste.
Rzeka opuszcza Harz w pobliżu Langelsheim, w tych okolicach wpływa do niej Grane. Między Langelsheim, a Baddeckenstedt część wody z rzeki płynie podziemnymi korytarzami krasowymi, 30 do 100 m pod ziemią, nawet do 3 km od właściwego koryta rzecznego. Następnie przepływa przez południowo-zachodnią część Salzgitter – przez park wokół pałacu Ringelheim w dzielnicy Salzgitter-Ringelheim. Za Salzgitter rzeka osiąga Holle, gdzie wpada do niej Nette. Następnie przepływa przez obszar miasta Bad Salzdetfurth, gdzie przy dzielnicy Groß Düngen wpada do niej Lamme. 
Za Hildesheim, sztucznie spiętrzone wody Innerste nadają rzece bardziej naturalny charakter. W północnej części powiatu Hildesheim, przy Ruthe, rzeka wpada do Leine.

## Gospodarka wodna i geologia
W początkowym odcinku cieku, Innerste jest rzeką o małym obciążeniu zanieczyszczeniami (klasa czystości I–II), w dalszym biegu osiąga jednak krytyczne obciążenie (klasa II–III).
W osadach rzeki znajduje się spora koncentracja kadmu, ołowiu i cynku. Te metale ciężkie pochodzą z hałd po górnictwie metalowym w Harzu oraz z gazów powstałych podczas procesów hutniczych. W celu ochrony obszarów zalewowych przed metalami ciężkimi obwałowano brzegi rzeki od Langelsheim w dół. Wprowadzanie do rzeki słabo lub wcale nie oczyszczonych ścieków powoduje już powyżej Hildesheim nadmierne pienienie się wody, nadając jej nieprzyjemny zapach. Istniejące małe oczyszczalnie nie są w stanie zażegnać tego problemu. 
Wzdłuż brzegów rzeki na odcinku od jej górnego biegu aż po Holle występują rzadkie gatunki roślin odpornych na działanie metali ciężkich.

## Zapora wodna na Innerste (niem.Innerstetalsperre)
Koło Lautenthal w górnym Harzu Innerste została przegrodzona zaporą – Innerstetalsperre, wybudowaną w latach 1963–1966. Zapora ziemna ma 40 m wysokości i 750 długości. Zbiornik zaporowy gromadzi 20 mln m³ wody. Głównym zadaniem zbiornika jest wyrównywanie poziomu wody w rzece przy jej zbyt wysokim lub zbyt niskim stanie. W roku 2003 woda ze zbiornika została spuszczona w celu przeprowadzenia prac budowlanych przy głównej zaporze i innych elementach, które trwały aż do 2005. Zbiornikiem administruje firma Harzwasserwerke. Jezioro zaporowe o obszarze 139 ha jest wykorzystywane do sportów wodnych i wędkarstwa, a jego brzegi dają możliwość organizowania kempingów. 

## Dopływy
Ważnymi dopływami Innerste są, patrząc z biegiem rzeki, m.in. Grane, która wpada do Innerste od wschodu, w okolicach Langelsheim; Neile, wpływająca od południa między Salzgitter-Ringelheim i Sehlde; Nette dochodząca od południa, na zachód od Holle i Lamme, która zasila rzekę od południa, w okolicach Bad Salzdetfurth- Groß Düngen.

## Powódź w 2007
29 września 2007, po obfitych ulewach w Harzu i na przedgórzu, wody Innerste przerwały wały w kilku miejscach w okolicach Bad Salzdetfurth. W Giesen i Ahrbergen zalane zostały autobusy szynowe i teren przemysłowy. W powiecie Hildesheim ogłoszono alarm powodziowy. Najwyższy zmierzony poziom rzeki wynosił 6,75 m, najwięcej od rozpoczęcia pomiarów w 1952. Zalany został także Baddeckenstedt w powiecie Wolfenbüttel. Wstrzymano ruch na trasie kolejowej Hildesheim–Goslar. Powódź wyrządziła szkody także w wielu innych miejscowościach wzdłuż rzeki, wśród ludności nie było rannych ani zabitych.

## Innerste w sztuce
Die Innerste to tytuł powieści Wilhelma Raabe.

## Galeria

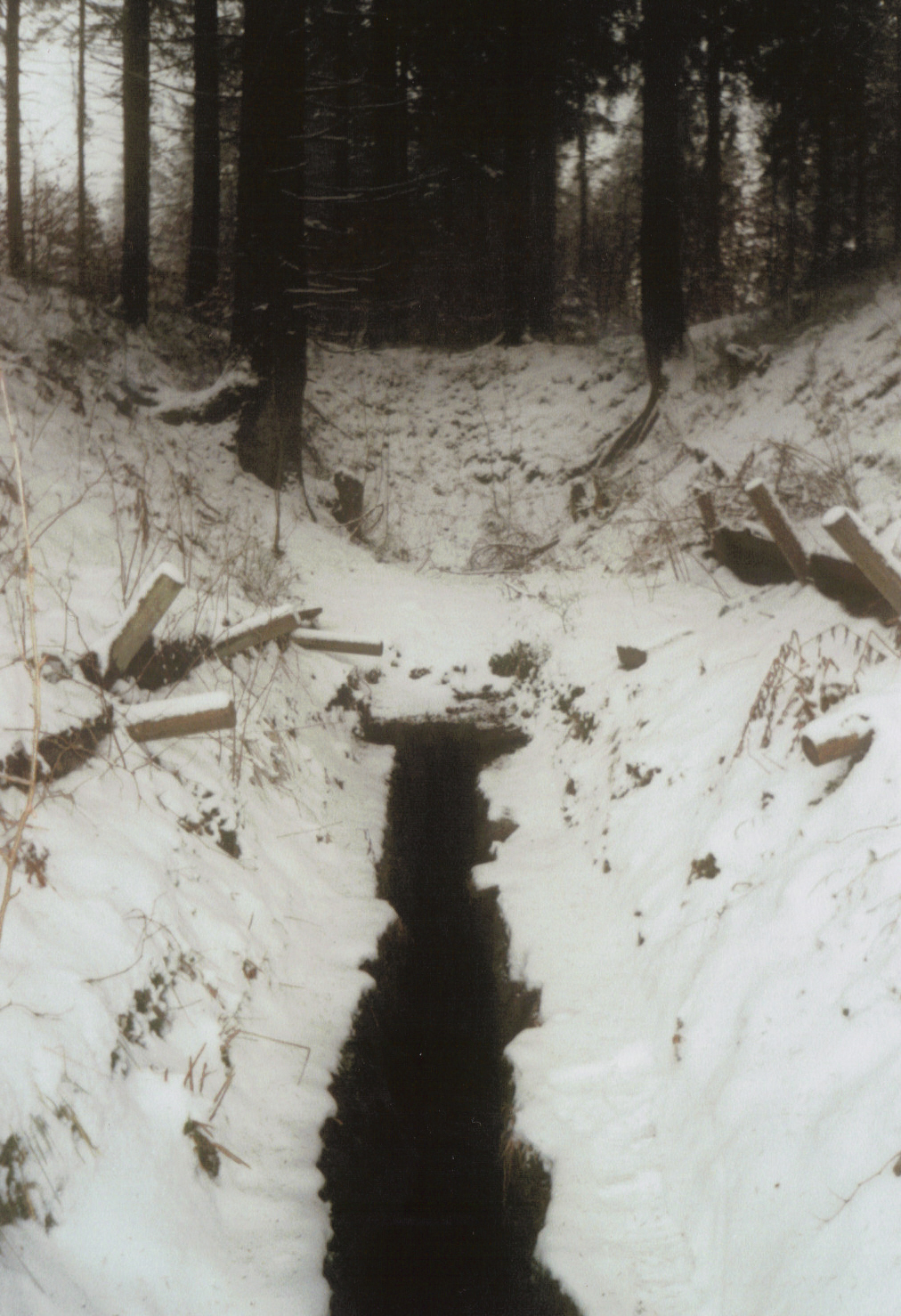
Źródło Innerste w zimie
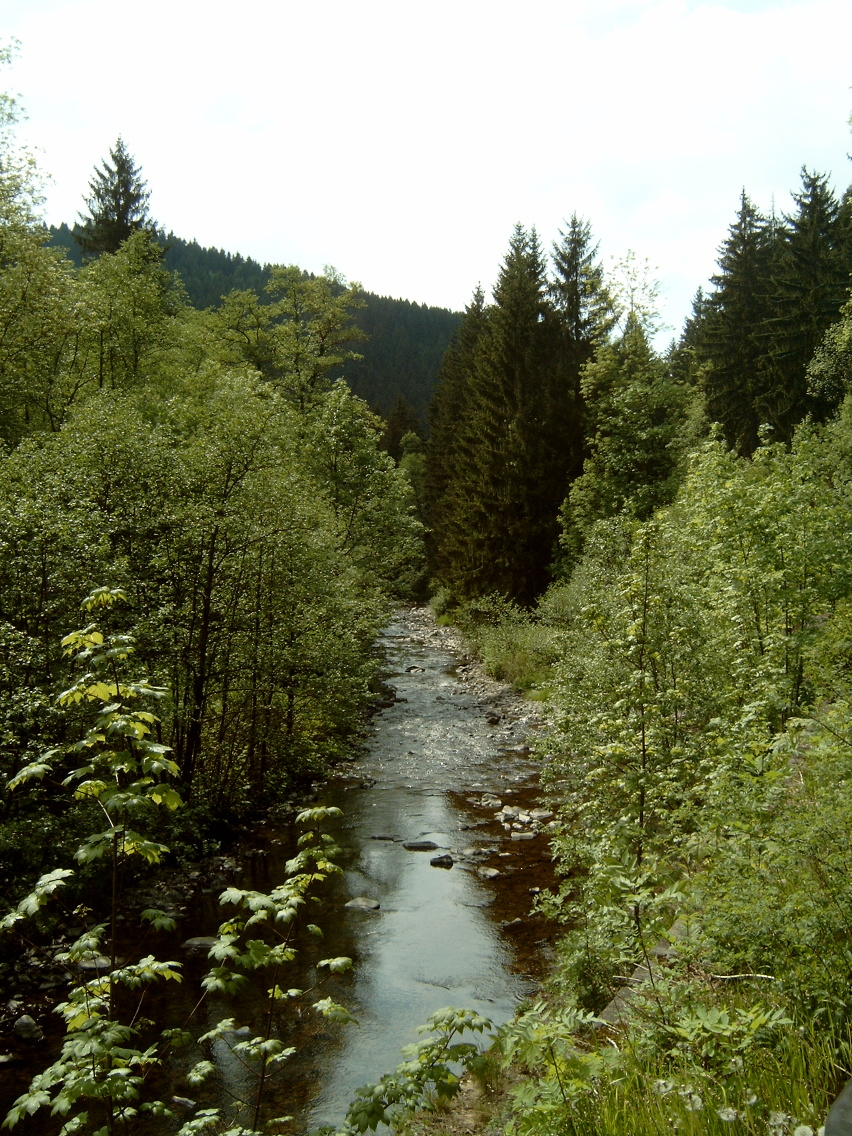
Innerste między Wildemann i Lautenthal
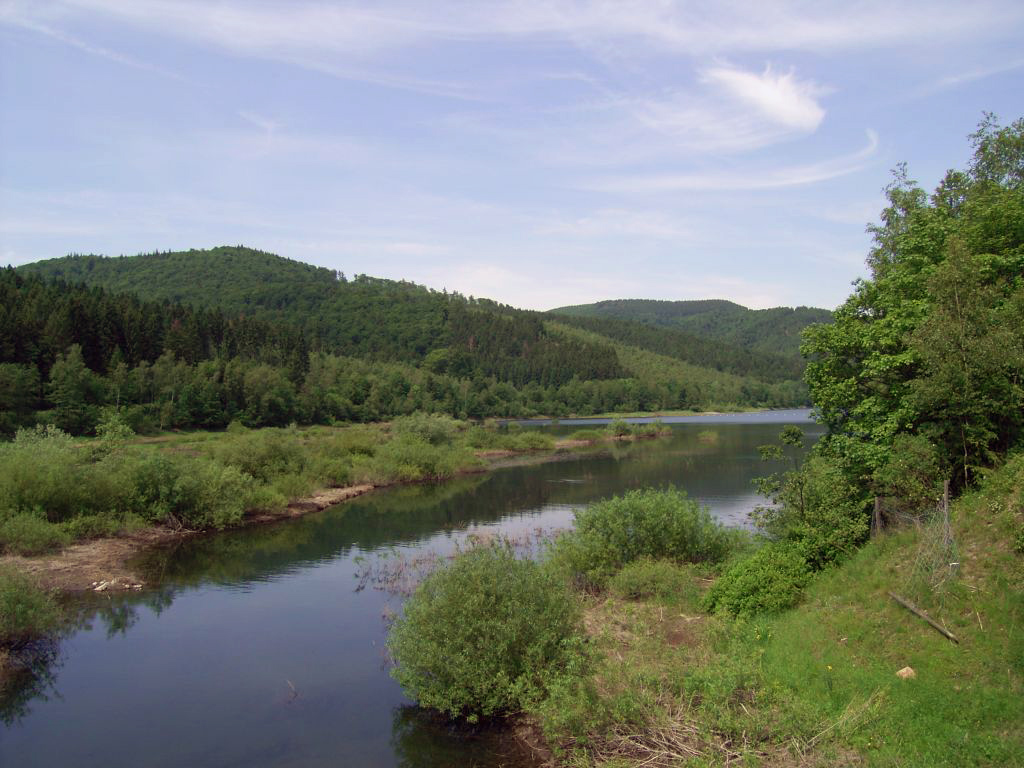
Innerste wpływająca do Innerstetalsperre przy normalnym poziomie wody
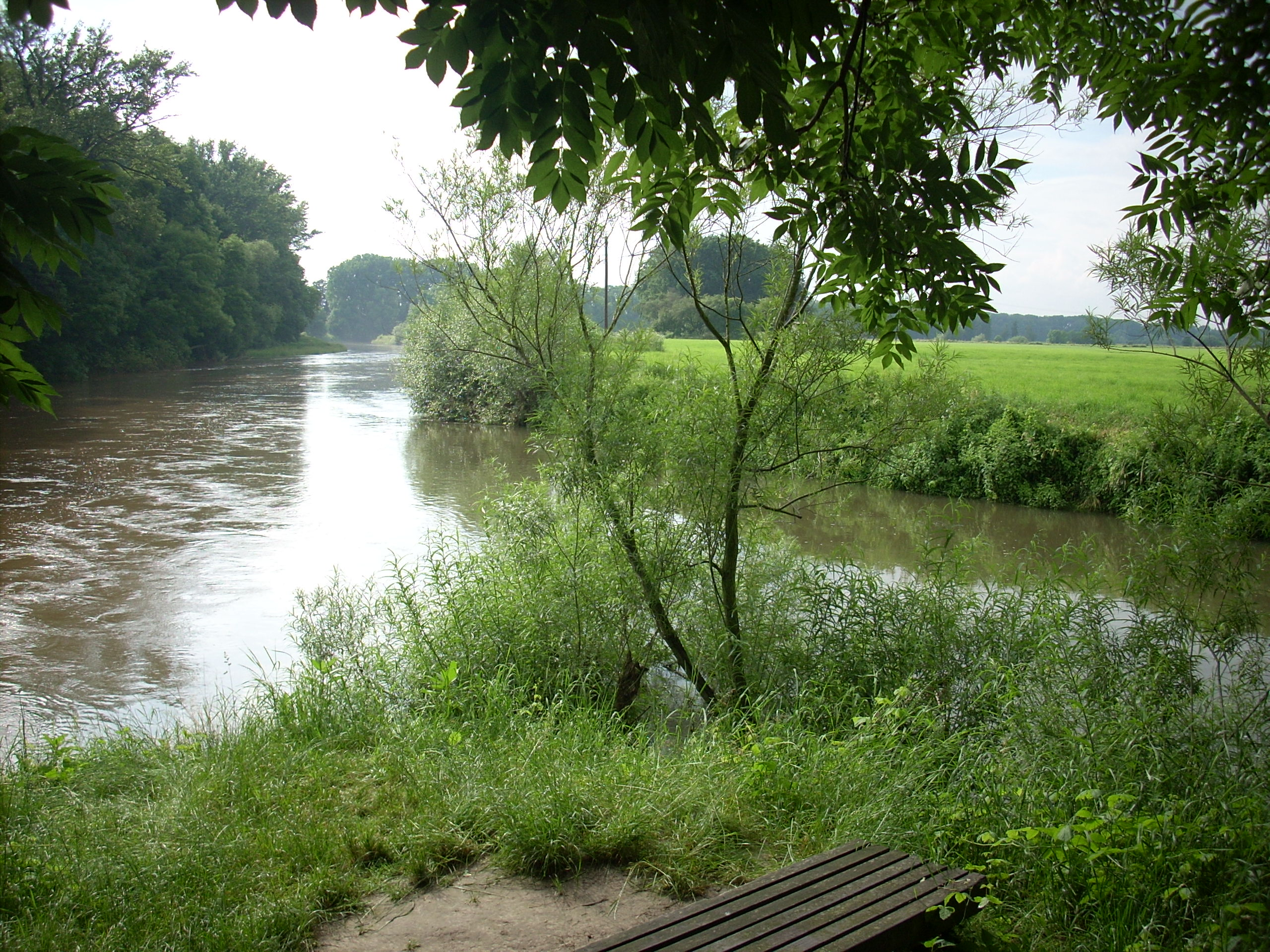
Ujście Innerste do Leine przy Sarstedt-Ruthe